# Répartition géographique de l'italien
 (octobre 2007).
Si vous disposez d'ouvrages ou d'articles de référence ou si vous connaissez des sites web de qualité traitant du thème abordé ici, merci de compléter l'article en donnant les références utiles à sa vérifiabilité et en les liant à la section « Notes et références ».

Répartition mondiale de l'italien. Bleu foncé : officiel. Bleu clair : anciennement officiel. Vert : communautés de langue italienne.

L'italien est parlé dans de nombreux pays, avec des statuts différents. On compte dans le monde environ 70 millions d'italophones de langue maternelle et 125 millions d'italophones de seconde langue.

## Pays où l'italien est une langue officielle
L'italien est parlé essentiellement  :
- en Italie et à Saint-Marin où elle est la seule langue officielle, avec respectivement 63 500 000 hab. et 28 000 hab..
- au Vatican, où il est la langue d'usage avec un statut semi-officiel (monnaie, timbres-poste), le latin et le français étant les langues officielles du Saint-Siège,
- en Suisse, une des 4 langues nationales (avec l'allemand, le français et le romanche), représentant environ 8,1 % des locuteurs suisses. Selon le recensement de 2015, l'italien est la langue principale de  661 122 personnes habitant la Confédération[1].
  - dans le canton du Tessin, langue officielle et la langue principale de 83 % de la population soit 254 997 habitants.
  - dans le canton des Grisons, langue officielle avec le romanche et l'allemand (majoritaire) et langue principale de 10,2 % de la population, principalement dans les vallées méridionales : Val Mesolcina, Val Calanca, Val Bregaglia et Val Poschiavo.
- en Slovénie où elle est langue officielle avec le slovène dans les quatre communes côtières Capodistria/Koper, Isola/Izola, Pirano/Piran et Ancarano/Ankaran
- en Istrie (Croatie) où elle est langue officielle avec le croate dans le Comitat d'Istrie (notamment dans les communes de Parenzo/Poreč, Pola/Pula, Umago/Umag, Grisignana/Grožnjan et Rovigno/Rovinj)[2]. Il subsiste encore ici une expression littéraire[3] en italien réionalg[4].

## Autres pays du bassin méditerranéen et européen
Il existe de nombreuses communautés italophones en Dalmatie en Croatie, en Slovénie, au Kosovo, au Monténégro (Albanie vénitienne), en Albanie avec près de 100 000 locuteurs, en Roumanie, à Monaco, en Grèce, en Tunisie, en Autriche, en Belgique (290 000 personnes d'origines italienne.). 
L'italien est parlé aussi en France, notamment en Corse, par sa proximité avec l'Italie et le corse est fortement apparenté au toscan, mais aussi à Nice, Menton et le royasque de la vallée de la Roya. D'anciens immigrés italiens (Provence, Région parisienne, Bassin lorrain...) conservent parfois leur langue d'origine en famille et dans les cercles proches.
À Malte, l'italien a été langue officielle jusqu'à 1934. Il est parlé encore par beaucoup d'habitants et compris par tous.
L'accessibilité des nombreuses chaines hertziennes italiennes dans les années 1970 et 1980 dans des pays limitrophes aux programmes limités à une télévision nationale (Malte, Yougoslavie, Albanie et Tunisie) a aussi permis d'y maintenir une certaine compréhension de l'italien.

## Amérique
En Amérique latine (Argentine, Brésil, Costa Rica, Mexique, et Uruguay notamment), l'italien semble avoir beaucoup influencé[source insuffisante] l'espagnol et le portugais tels qu'ils sont parlés en Argentine, en Uruguay, en Costa Rica, au Mexique et au Brésil méridional, où la présence d'émigrants italiens a été massive. Les interférences espagnol/italien ont été massives le long du Rio de la Plata (Argentine et Uruguay ; voir G. Meo-Zilio, Estudios hispano-americanos et Les Langues Néo-Latines, n. spéciaux Quelques autres Italies, dir. J.-Ch. Vegliante).

### Brésil
Au Brésil, plus de 25 % de la population est d'origine italienne. C'est le pays au monde avec la plus grande population d'origine italienne. On peut citer parmi les États les plus peuplés en Italo-Brésiliens :
- São Paulo est l'État avec la plus grande population d'origine italienne de tout le pays. Dans la seule ville de São Paulo, ils seraient plus de 4 000 000. Même avant les grandes migrations internes des années 1970, ils représentaient quelque 84 % de la population totale[réf. nécessaire].
- Rio Grande do Sul
- Santa Catarina
- Mato Grosso do Sul
- Paraná

### États-Unis
Aux États-Unis, les Italo-Américains constituent le sixième plus grand groupe d'ascendance en Amérique avec environ 15,6 millions de personnes (5,6 % de la population totale du pays) :
- New Jersey (16,8 % d'Italo-Américains)
- Connecticut (18,6 % d'Italo-Américains)
- Massachusetts
- Rhode Island (19,6 % d'Italo-Américains)
- New York (19,4 % d'Italo-Américains)
- Floride

Cependant, seulement 700 000 personnes employaient encore l'italien à leurs domiciles en 2013.

### Canada
Au Canada il y a eu 2 vagues d’ immigration italienne; la première à la fin du XIXe siècle,  et la seconde après la deuxième guerre mondiale[réf. incomplète]. Selon le dernier recensement sur la population canadienne fait en 2021 par Statistique Canada, plus de 1 270 370 canadiens déclarent avoir une descendance d’origine italienne. Or seulement 375 000 d’entre eux ont l’italien comme principale langue d’usage courant à la maison,[réf. incomplète]. En autre la langue italienne est commune dans quelques quartiers urbains de Toronto et de Montréal, en outre la Petite Italie de Montréal.
Articles plus détaillés: Italo-Canadiens et Italo-Québécois.

## Héritage de la colonisation en Afrique
- Dans les anciennes colonies italiennes d'Afrique :
  - Éthiopie : moins de 2 000 locuteurs en seconde langue, mais 20 000 en 1985 (surtout des personnes âgées). Il y avait moins de 3 500 résidents italiens en 2006. L'italien est fortement devancé par l'anglais, qui est une langue de travail utilisée dans l'administration et les médias. La rancœur contre les Italiens reste vive, mais diminue avec le temps.
  - Érythrée : environ 2 000 locuteurs (2010) (15 000 en 1986). Il y avait 8 000 résidents Italiens en 1990. L'Italien était alors encore proposé en tant qu'enseignement dans quelques établissements du second degré à Asmara, Massaouah et Assab, mais il est difficile de savoir ce qu'il en est depuis 2002.
  - Somalie, langue universitaire jusqu'en 1991 : en 1985, il y avait entre 15 000 et 35 000 locuteurs en seconde langue, et 5 000 Italiens résidents en Somalie. De nombreux Somaliens qui savaient parler italien ont oublié la langue, la guerre civile ayant fait disparaître l'État Somalien en 1991. Il ne restait que cinq résidents italiens en 2013, surtout concentrés à Mogadiscio.
  - Libye, langue commerciale avec l'anglais, seconde langue de 75 000 à 125 000 Libyens en 2007. Mais l'italien est fortement devancé par l'anglais (sans doute parlé en seconde langue par 10 % des Libyens, soit au moins 600 000 personnes). L'italien se maintient en Libye, car l'Italie est proche, mais il est difficilement enseigné depuis la guerre civile de 2011, et de nombreux collèges ou lycées où il était enseigné sont provisoirement fermés.
  - Anciennes colonies italiennes de la mer Égée 1912-1947 (Rhodes, Casos, Carchi, Simi, etc.) : l'italien continue à être important, mais il est supplanté par l'anglais, et arrive en seconde position des langues étrangères parlées.

## Autres
L'italien est la langue vernaculaire dans la hiérarchie catholique du fait des séjours de cette dernière au Vatican. 